# Стийв Харис
Стийв Харис (на английски: Steve Harris) е английски музикант, басист, текстописец и основател на хевиметъл групата Айрън Мейдън. Роден е на 12 март 1956 г., в Лондон, Англия.
Той основал групата през 1975 г. и заедно с Дейв Мъри са единствените музиканти, останали в групата през цялото ѝ съществуване – повече от 30 години.
Първоначално Харис работил като чертожник, но напуснал работа, за да сформира „Айрън Мейдън“. През 70-те години играе в младежкия отбор на Уест Хям Юнайтед. Той е талантлив футболист и останалите членове на групата често казват за него, че ако не е свирил на бас, сигурно е можел да стане професионален футболист.
Харис е самоук музикант, повлиян от басистите на групи като Йес, Куийн, Ръш и др. Той е главният композитор и текстописец на „Айрън Мейдън“. Песните често са епични, дълги и с много промени на темпото. Текстовете на песните са вдъхновени от митологията, историята,